# Hannah Osborne

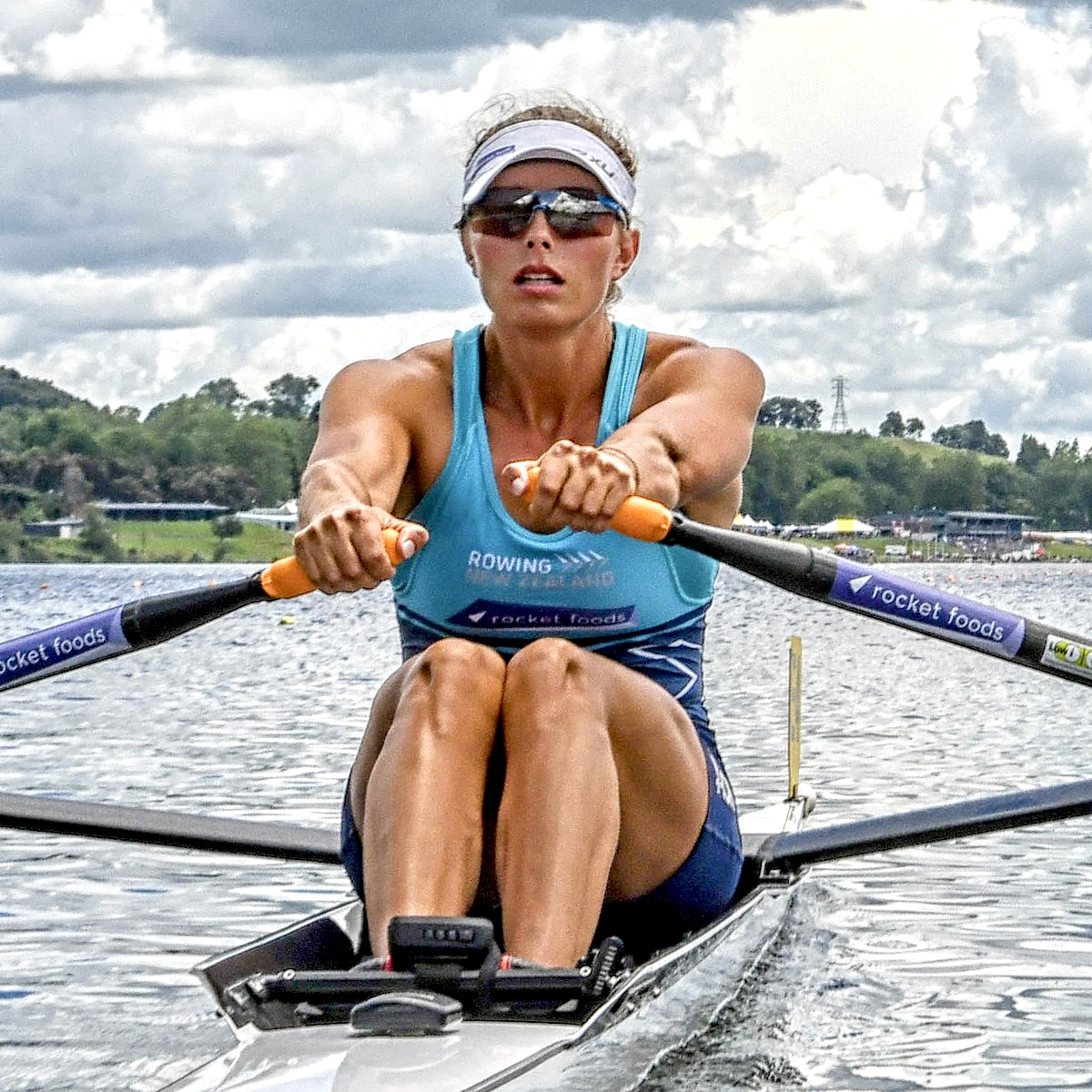
Hannah Osborne (2018)

Hannah Osborne (* 10. März 1994) ist eine neuseeländische Ruderin, die 2021 Olympiazweite im Doppelzweier wurde.

## Sportliche Karriere
Hannah Osborne gewann 2012 die Bronzemedaille im Doppelvierer bei den Junioren-Weltmeisterschaften. Im Jahr darauf belegte sie mit dem Doppelvierer den fünften Platz bei den U23-Weltmeisterschaften. Drei Jahre später nahm sie noch einmal an den U23-Weltmeisterschaften teil und wurde Siebte mit dem Doppelvierer.
2017 startete Osborne im Einer und belegte den achten Platz bei den Weltmeisterschaften in Florida, ein Jahr später wurde sie bei den Weltmeisterschaften in Plowdiw ebenfalls Achte. 2019 trat sie bei den Weltmeisterschaften in Linz/Ottensheim im Doppelvierer an und erreichte den fünften Platz. Zwei Jahre später wechselte sie zu Brooke Donoghue in den Doppelzweier. Bei den Olympischen Spielen in Tokio gewannen die beiden ihren Vorlauf und belegten im Halbfinale mit fast fünf Sekunden Rückstand den zweiten Platz hinter den Rumäninnen Nicoleta-Ancuța Bodnar und Simona Geanina Radiș. Im Finale gewannen die Rumäninnen mit 3,79 Sekunden Vorsprung vor den Neuseeländerinnen, eine weitere Sekunde zurück lagen die drittplatzierten Niederländerinnen.